# Fluweelpalpmot
De fluweelpalpmot (Acompsia cinerella) is een vlinder uit de familie van de tastermotten (Gelechiidae). De wetenschappelijke naam werd als Phalaena cinerella in 1759 gepubliceerd door Carl Alexander Clerck.
De soort komt voor in Europa.

## Synoniemen
- Phalaena murinella Scopoli, 1763
  - Acompsia murinella (Scopoli, 1763)
- Tinea ardeliella Hübner, 1817
- Recurvaria cinerea Haworth, 1828
- Lita spodiella Treitschke, 1833